# Primera Fuerza 1905/06
Die Saison 1905/06 war die vierte Spielzeit der in Mexiko eingeführten Fußball-Liga, die in der Anfangszeit unter dem Begriff Primera Fuerza firmierte.

Logo des Reforma Athletic Club, der in jener Saison erstmals Meister wurde und mit insgesamt 6 Titeln die erfolgreichste Mannschaft der Liga vor dem Ersten Weltkrieg stellte.

## Teilnehmer
| Mannschaft            | Stadt                      | Sportplatz                                        |
| --------------------- | -------------------------- | ------------------------------------------------- |
| British Club          | Mexiko-Stadt               | Campo del Reforma Athletic Club (als Zweitnutzer) |
| México Country Club   | San Pedro de los Pinos     | Campo del Country Club                            |
| Pachuca Athletic Club | Pachuca de Soto            | Campo Velódromo                                   |
| Puebla Athletic Club  | Heroica Puebla de Zaragoza | Campo del Segundo Velódromo                       |
| Reforma AC            | Mexiko-Stadt               | Campo del Reforma Athletic Club                   |

## Veränderungen
Der erst vor der vorangegangenen Saison 1904/05 zum San Pedro Golf Club umgewandelte México Cricket Club, Meister der Saison 1903/04, wurde vor dieser Spielzeit zum México Country Club umgeformt. Der Reforma Athletic Club, der in seinem ersten Spiel beim Vorjahresmeister Pachuca Athletic Club nicht über ein 1:1 hinausgekommen war, gewann seine restlichen 7 Begegnungen und erreichte mit dem 7:0-Erfolg gegen den Puebla Athletic Club am 22. Oktober 1905 den bis dahin höchsten Sieg in der Liga. 

## Saisonverlauf
Das erste Spiel fand am 8. September 1905 zwischen dem neu geformten México Country Cub und dem Pachuca Athletic Club statt und endete torlos. Das letzte Spiel wurde am 6. Januar 1906 zwischen denselben Mannschaften ausgetragen und diesmal vom Gastverein México Country Club mit 0:1 gewonnen. Wie in der Vorsaison, als der Puebla Athletic Club drei seiner Begegnungen absagte, die dann jeweils für den Gegner gewertet wurden, trat das Team aus Puebla auch in dieser Spielzeit zu zwei Auswärtsspielen nicht an und verlor diese daher am „grünen Tisch“ (siehe Erläuterung zur Kreuztabelle).

## Abschlusstabelle 1905/06
| Pl. | Verein                | Sp. | S | U | N | Tore    | Diff. | Punkte |
| --- | --------------------- | --- | - | - | - | ------- | ----- | ------ |
| 1.  | Reforma Athletic Club | 8   | 7 | 1 | 0 | 022:300 | +19   | 15:10  |
| 2.  | México Country Club   | 8   | 5 | 1 | 2 | 008:300 | +5    | 11:50  |
| 3.  | Pachuca Athletic Club | 8   | 3 | 3 | 2 | 007:600 | +1    | 09:70  |
| 4.  | British Club          | 8   | 2 | 0 | 6 | 007:130 | −6    | 04:12  |
| 5.  | Puebla Athletic Club  | 8   | 0 | 1 | 7 | 001:200 | −19   | 01:15  |

## Kreuztabelle
Die Kreuztabelle stellt die Ergebnisse aller Spiele dieser Saison dar. Die Heimmannschaft ist in der linken Spalte aufgelistet und die Gastmannschaft in der obersten Reihe.
| 1905/06 | 1905/06             | RAC | MCC | PAC | BC  | PUE  |
| 01.     | Reforma AC          |     | 1:0 | 2:1 | 2:1 | 7:0  |
| 02.     | México Country Club | 0:1 |     | 0:0 | 3:0 | Anm. |
| 03.     | Pachuca AC          | 1:1 | 0:1 |     | 2:0 | Anm. |
| 04.     | British Club        | 0:3 | 1:2 | 0:1 |     | 4:0  |
| 05.     | Puebla AC           | 0:5 | 0:2 | 1:1 | 0:1 |      |

Anm. Die aufgrund des Nichtantritts des Puebla Athletic Club nicht ausgetragenen Begegnungen beim México Country Club und beim Pachuca Athletic Club wurden jeweils für die Heimmannschaft gewertet. Die Torbilanz bildet nur die tatsächlich ausgetragenen Begegnungen ab.